# Pires do Rio (tiểu vùng)
Pires do Rio là một tiểu vùng thuộc bang Goiás, Brasil. Tiều vùng này có diện tích 9418 km², dân số năm 2007 là 86034 người.